# Treene
La Treene est une rivière allemande d'une longueur de 73,4 km (nominalement) ou 95 km (par hydrologie et numérotage hydrographique – DE: 9522). Elle coule dans le land du Schleswig-Holstein. Sa source est située dans l'Angeln, qui est une péninsule de la mer Baltique,. 
Le cours supérieur, traditionnellement est appelé la Bondenau, a une longueur de 20,43 km et se jette dans un lac du nom de Tress-See (lac Tress). À la sortie du lac commence la rivière sous le nom de « Treene ». Les bouches de la Treene, dans l'estuaire de l'Eider, (près de la mer du Nord) à Friedrichstadt sont protégées par des écluses de chasse. Elle est connue comme un espace fréquenté par les canoës. La section centrale de son cours est une réserve naturelle.